# Черчепикола
Черчепѝкола (на италиански: Cercepiccola, на местен диалект Cèrcë, Черчъ) е село и община в Южна Италия, провинция Кампобасо, регион Молизе. Разположено е на 680 m надморска височина. Населението на общината е 697 души (към 2010 г.).